# 瓦迪斯瓦夫·巴琴斯基
瓦迪斯瓦夫·巴琴斯基（波蘭語：Władysław Baczyński，1918年—1960年5月17日），波兰连环杀手，1946年至1957年间在弗罗茨瓦夫和比托姆杀害4人。

## 罪案
巴琴斯基的第一位受害者是Anna S.，1946年在比托姆遇害。十年后，又有一批受害者在弗罗茨瓦夫遇害，均为枪杀。当被问及作案动机时，巴琴斯基说，他对那些因自身性格而有伤害同事的倾向的人感到厌恶。

## 审判与行刑
巴琴斯基承认了四起谋杀案中的三起，并指出他本可以杀死更多的人。审讯之初，巴琴斯基假装患有精神疾病，但后来放弃了这种做法，而对他的罪行毫无悔意。巴琴斯基最终被判处死刑，他向国务委员会提出上诉，被驳回。 1960年5月17日，他被执行绞刑。

## 受害人
| 序号 | 姓名     | 遇害日期       | 遇害地点   |
| ---- | -------- | -------------- | ---------- |
| 1    | Anna S.  | 1946年7月18日  | 比托姆     |
| 2    | Chaim N. | 1956年11月26日 | 弗罗茨瓦夫 |
| 3    | Józef S. | 1957年1月9日   | 弗罗茨瓦夫 |
| 4    | Józef W. | 1957年4月18日  | 弗罗茨瓦夫 |